# Kraków Opatkowice
Kraków Opatkowice – przystanek kolejowy w Krakowie, dzielnicy X Swoszowice, w Opatkowicach.

## Ruch pasażerski
| Rok  | Wymiana pasażerska na dobę |
| ---- | -------------------------- |
| 2017 | –                          |
| 2022 | 200–299                    |

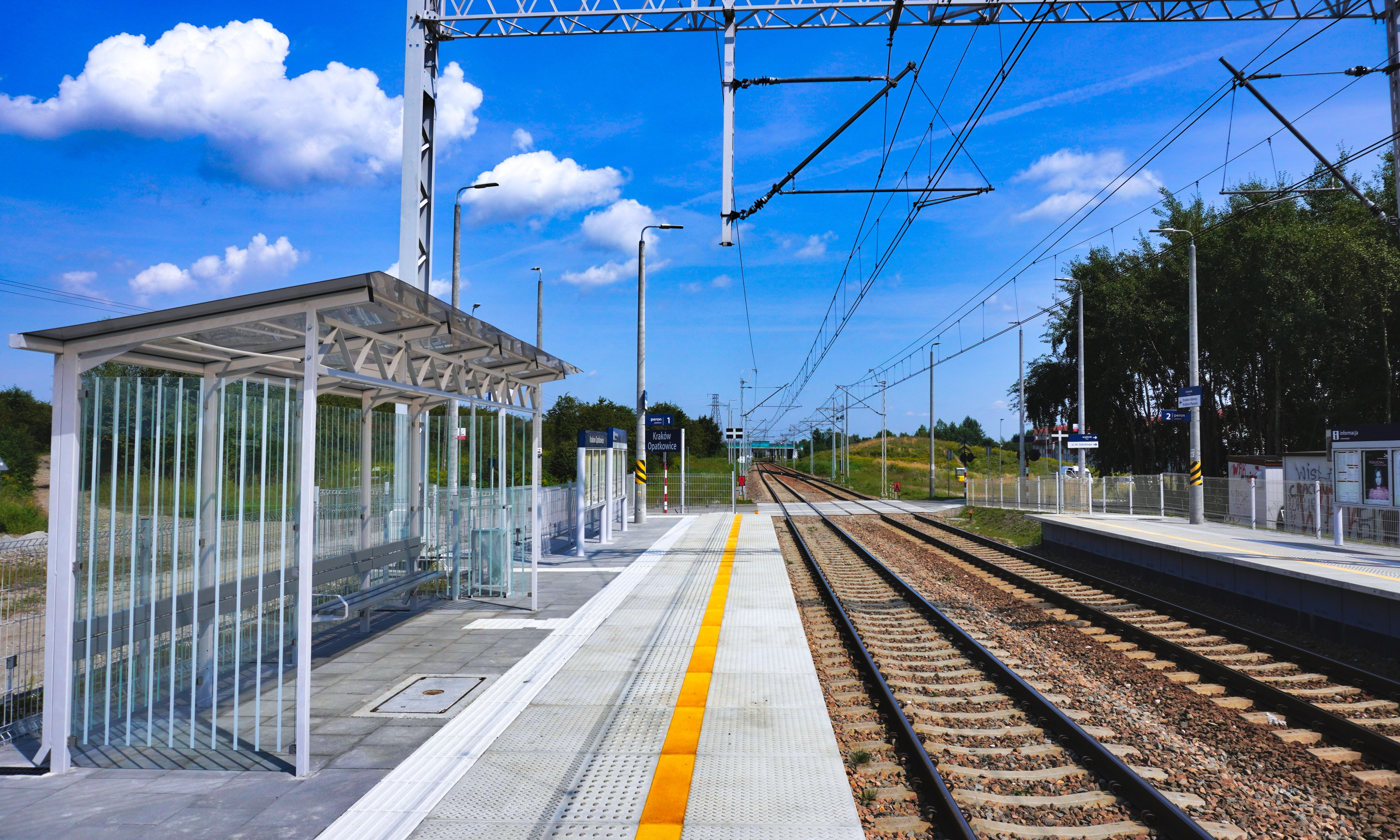
Widok z przystanku na linię kolejową w kierunku centrum Krakowa